# Nuestra Señora del Sagrado Corazón (título cardenalicio)
Nuestra Señora del Sagrado Corazón es un título cardenalicio diaconal de la Iglesia Católica. Fue instituido por el papa Pablo VI en 1965 con la constitución apostólica Sollicitudo omnium Ecclesiarum.

## Titulares
- Cesare Zerba; título presbiteral pro hac vice (25 de febrero de 1965 - 11 de julio de 1973)
- Mario Luigi Ciappi, O.P. (27 de junio de 1977 - 22 de junio de 1987)
- José Saraiva Martins, C.M.F. (21 de febrero de 2001 - 24 de febrero de 2009)
- Kurt Koch (20 de noviembre de 2010)